# Сухотин, Фёдор Вахромеевич
Фёдор Вахромеевич Сухотин (Фёдор Вахромеев Сухотин) — русский военный деятель XVII века, воевода.

## Биография
С началом Смоленской войны Фёдор Вахромеевич состоял в Большом полку воеводы Михаила Шеина, который выступил из Можайска на Дорогобуж. 18 октября 1632 года, командуя отрядом поместной конницы и «немецкой пехоты» полковника Александра Лесли, он занял Дорогобуж. 22 октября воевода Шеин послал его в Москву «сеунчем» с сообщением о взятии города. В период осады Смоленска Фёдор Вахромеевич находился в войсках под городом. Когда русские войска сами попали в осаду, был одним из уполномоченных при ведении переговоров с польским командованием.
В 1635 году во время украинной службы был вторым воеводой прибылого полка и находился в Мценске, потом стоял воеводой на Красносельской засеке в Веневском уезде. В 1636-1637 годах принимал участие в сооружении Белгородской засечной черты, составляя чертежи и ставя «городки». После этого был воеводой в Арзамасе.